# Yamaha YZF-R125
Yamaha YZF-R125 — це японський спортивний мотоцикл виробництва Yamaha Motor Company. Вперше на моторинок був представлений в 2008 році. Мотоцикл відноситься до легкої (потужність двигуна всього 15 к.с., вага близько 100 кг) категорії мотоциклів об’ємом в 125 кубічних сантиметрів. Дизайн цього мотоциклу нагадує старші моделі R-серії, такі як YZF R1 та YZF R6.

## Особливості
Двигун мотоциклу і технологія шасі створені на базі мотоциклів R-серії.